# Guillaume de Machaut
Guillaume de Machaut (između 1300. i 1305. – Reims, 13. travnja 1377.), srednjovjekovni francuski pjesnik i skladatelj. 

## Rad i djelo
Bio je zaposlen kod kralja Ivana I., Grofa Luksemburškog i kralja Bohemije od 1323. do 1346. godine i tijekom ovog razdoblja postao je svećenik. Napisao je oko 400 pjesama, 235 balada, 76 ronda…itd. Pisao je sakralnu i svjetovnu glazbu.